# Paralomis stevensi
Paralomis stevensi is een tienpotigensoort uit de familie van de Lithodidae. De wetenschappelijke naam van de soort is voor het eerst geldig gepubliceerd in 2006 door Ahyong & Dawson.